# Lambula malayana
Lambula malayana là một loài bướm đêm thuộc phân họ Arctiinae, họ Erebidae.